# Louis Billera

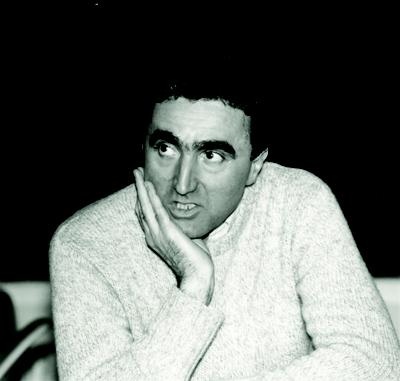
Louis Billera

Louis Joseph Billera (* 12. April 1943) ist ein US-amerikanischer Mathematiker, der sich mit Kombinatorik beschäftigt.
Billera studierte am Rensselaer Polytechnic Institute (Bachelor 1964), an der Princeton University (1964/65) und an der  City University of New York, wo er 1967 seinen Master-Abschluss erhielt und 1968 bei Moses Richardson promoviert wurde (On Cores and Bargaining Sets for N-Person Cooperative Games Without Side Payments). 1969 war er als Fellow der National Science Foundation an der Hebräischen Universität in Jerusalem und ab 1968 an der Cornell University, an der er Professor ist.
1975/75 war er Gastwissenschaftler an der Brandeis University, 1980 Gastprofessor am Zentrum für Operations Research und Ökonometrie der Université catholique de Louvain und 1996/97 am MSRI. 1989 war er stellvertretender Direktor des Zentrums für Diskrete Mathematik und Informatik an der Rutgers University.
Er beschäftigt sich mit Abzählungsproblemen der diskreten Geometrie (wie dem Problem der Abzählung der Seiten konvexer Polyeder) und Anwendungen algebraischer Kombinatorik in Finiten Elementen und Splines.
1994 erhielt er den Fulkerson-Preis für Arbeiten über Splines in mehreren Variablen. 2010 war er Invited Speaker auf dem Internationalen Mathematikerkongress in Hyderabad (Indien) (Flag enumeration in polytopes, Eulerian partially ordered sets and Coxeter groups). Er ist Fellow der American Mathematical Society. 

## Schriften
- mit Anders Björner, Curtis Greene, Rodica Simion, Richard P. Stanley (Herausgeber): New Perspectives in Algebraic Combinatorics, MSRI Publications, Cambridge University Press 1999, Online